# Springfield (Michigan)
Pour les articles homonymes, voir Springfield.
Springfield est une ville du comté de Calhoun, dans l'État du Michigan, aux États-Unis. En 2020, sa population était de 5 292 habitants.